# 1972 års svensk-norska renbeteskonvention
1972 års svensk-norska renbeteskonvention var en mellanstatlig överenskommelse om gränsöverskridande renskötsel, som med följdkonventioner gällde mellan maj 1972 och april 2005. 
Konventionen den 9 februari 1972 mellan Sverige och Norge om renbetning kallades också bland berörda renskötande samer för Sjuttitvåan.  Den ersatte en motsvarande konvention från 1919 och var avsedd att ersättas av Konventionen mellan Sverige och Norge om gränsöverskridande renskötsel från 2009. 

## Bakgrund
Huvudartikel: Gränsöverskidande renskötsel i Sápmi
Gränsöverskridande renskötsel reglerades ursprungligen i den ännu gällande Lappkodicillen från 1751, ett bihang till Strömstadstraktaten mellan Sverige och Danmark-Norge, vilken gav rätt till renskötande samer i Sverige (då inkluderande landskapet Lappland i Finland) och Norge att låta sina renar beta i grannlandet. Lappkodicillen har senare modifierats genom en gemensam lag 1883 i de två länderna i Unionen Sverige-Norge, samt efter unionens upplösning av en serie konventioner mellan Sverige och Norge. Dessa modifieringar har inneburit att svenska samer steg för steg har fått tillgång till allt mindre betesmark på norsk sida om riksgränsen.

## Förberedelsearbete för 1972 års renbeteskonvention
År 1963 uppdrogs åt en norsk-svensk kommission att "utreda vissa spörsmål om rennäringen". I dessa ingick inte, på norsk tillskyndan, rättsliga frågor, vilket bland annat innebar att inte heller frågor om kompensation för förlorad bruksrätt kunde behandlas.
Regelrätta förhandlingar påbörjades 1968 och en ny konvention undetecknades i februari 1972 och ratificerades av den svenska riksdagen sutan dröjsmål, trots protester av samtliga berörda samebyar i Sverige. Dåvarande Kungl. Maj:t beslutade redan i april 1972 att konventionen skulle gälla som svensk lag.   

## Innehållet i 1972 års renbeteskonvention
1972 år renbeteskonvention anger i första hand vilka områden i Sverige och Norge som skulle få användas för renbete av vilka renägare från det andra landet, när de fick användas och för högst hur många renar. Vidare finns regler för ersättning för olika förhållanden, om flyttningsleder, krav på legitimation, stipulation om företrädare för sameby med flera administrativa bestämmelser.
Ett protokoll till konventionen stipulerar landernas skyldigheter beträffande uppförande och underhåll av renstängsel.
Jämfört med tidigare konventioner medförde 1972 år renbeteskonvention en avsevärd reducering av de sommarbeten i Norge som svenska samer tidigare haft tillgång till, medan samtidigt norska samers vinterbetesområden i Sverige specificerades tydligare än tidigare. Generellt reglerades frågor om områdenas omfattning och tillåtna tider och tillåtna renantal på en mer detaljerad nivå än tidigare.
Konventionen innehåller inga bestämmelser för ersättning intrång på renbetesland, eller om möjlig procedur för att reglera sådan ersättning.
En marginell revidering av konventionen gjordes 1984. Konventionens giltighetstid var 30 år, dvs till och med april 2002. Giltighetstiden förlängdes våren 2002 med tre år och löpte således ut den 30 april 2005. I samband med riksdagsbeslutet 2002 gjorde riksdagen med anledning av motionsförslag ett tillkännagivande om finansieringen av eventuell ersättning för uppkommen skada eller olägenhet för renskötseln i Sverige till följd av förlängningen av konventionens giltighetstid. Ersättning "för eventuell ersättning för uppkommen skada eller olägenhet för renskötseln i Sverige till följd av förlängningen av konventionens giltighetestid" borde kunna lämnas av statsmedel. Sådan ersättning avser dock ej den grundläggande kompensationsfrågan beträffande konventionens negativa effekt på svenska samers bruksrätt av urminnes hävd att utnyttja sommarbeten i Norge.

## Konventionen och svensk och norsk rätt
Konventionens centrala delar har inkorporerats i svensk respektive norsk rätt. På svensk sida skede detta genom lagen med anledning av konventionen den 9 februari 1972 mellan Sverige och Norge om renbetning (1972:114), vars giltighets sedermera förlängts i enlighet med förlängningsavtal om konventionens giltighetstid.

## Frågan om förlängning av 1972 år konvention från 2005 och framåt
Efter det att förhandlingar om en ny konventionen dragit ut på tiden, föreslog Norges regering i november 2004 en andra förlängning med ytterligare tre år. Den svenska regeringen önskade för sin del inte förlänga konventionen. Regeringen hänvisar i sin bedömning av ärendet till att konventionen redan tidigt kritiserats av svenska samer och att Svenska Samernas Riksförbund vid sitt landsmöte 2004 uttalat att en förlängning av konventionen inte skulle gagna berörda svenska samebyars intresse.  
Regeringen gjorde bedömningen att Lappkodicillens bestämmelser i full utsträckning skulle anses gälla efter utgången av 1972 års renbeteskonventions giltighetstid och att dessa också praktiskt är tillämpbara. Den norska regeringen accepterade dock inte detta, utan införde, utan att först ha sagt upp Lappkodicillen, ensidigt lagstiftning om fortsatt inskränkt rätt för svenska samer till sommarbetesland i Norge. Från svensk sida fördes saken inte vidare, utan regeringen lät sig med en formell protestnot i maj 2005 bero med detta, enligt svenskt synsätt, folkrättsbrott i form av suspension av en i kraft varande mellanstatlig traktat.

## Arbete med en ny konvention
Huvudartikel: Konventionen mellan Sverige och Norge om gränsöverskridande renskötsel
1972 års renbeteskonvention innehåller också stipulationer om upprättande av en gemensam kommission för att utreda eventuellt behov av framtida reglering av gränsöverskridande renskötsel. En sådan kommission tillsattes 1997 och framlade sitt betänkande i maj 2001.
Därefter tillsattes förhandlingsdelegationer för vardera regeringen, vilka påbörjade sitt arbete 2003 och slutförde det med en rekommendation om en ny konvention våren 2009. De bägge ländernas regeringar undertecknade sedermera en ny konvention om gränsöverskridande renskötsel i oktober 2009, vilken ännu (juli 2021) inte ratificerats.